# Iranecio bulghardaghensis
Iranecio bulghardaghensis là một loài thực vật có hoa trong họ Cúc. Loài này được (Soldano) D.Heller mô tả khoa học đầu tiên năm 1993.